# Supervised learning
Supervised learning (overvåget læring) er en gren inden for maskinlæring, som kræver træningsdata med det forventede output til hvert input. Modellen vil ud fra analyse af disse eksempler, som typisk består af vektorer, estimere en funktion, som kan kan bruges til at bearbejde nye input.
Eksempelvis kan modellen få adgang til en database med e-mails som er markeret som spam eller ikke spam. Efter træning baseret på denne data vil modellen kunne klassificere nye e-mails den ikke har set før. En ulempe ved denne tilgang er, at modellerne ofte kræver store mængder træningsdata, som indeholder de ønskede outputs for hvert input for at kunne behandle ny data optimalt. Der findes også unsupervised learning, som kan lære af data, som ikke har et kendt output.

## Algoritmer
Nogle af de mest anvendte læringsalgoritmer som benytter supervised learning er:
- Support Vector Machines
- lineær regression
- Logistisk regression
- Naive Bayes klassifikator
- k-nærmeste naboalgoritme
- Neurale netværk (flerlags-perceptron)